# Alvaro Casali
Alvaro Casali (* 1896; † 1978) war ein Politiker des Freiheitskomitees (Comitato della Libertà), der Sozialistischen Partei PSS (Partito Socialista Sammarinese) sowie der Unabhängigen Sozialistischen Demokratischen Partei PSDIS (Partito Socialista Democratico Indipendente Sammarinese) aus San Marino, der unter anderem zwischen 1945 und 1970 fünf Mal das Amt des Capitano Reggente von San Marino bekleidete sowie mehrmals Minister war.

## Leben
Alvaro Casali war als Zahnarzt in Forlì und Toulouse tätig. Nach dem Ende des italienischen Faschismus war er vom 28. Juli bis zum 16. September 1943 bereits Mitglied des ersten Kabinetts  (Consiglio di Stato). Bei den Parlamentswahlen vom 5. September 1943 wurde er erstmals zum Mitglied des Großen und Allgemeinen Rates (Consiglio Grande e Generale) gewählt und gehörte diesem von der elften bis zu seinem Tode 1978 in der 19. Legislaturperiode an.
Er gehörte vom 10. Februar bis zum 24. März 1945 als Mitglied des Consiglio di Reggenza dem als Übergangsregierung gebildeten fünften Kabinett. Daraufhin war er zwischen dem 1. April und dem 1. Oktober 1945 gemeinsam mit Vittorio Valentini erstmals Capitano Reggente von San Marino.
Casali war in der Folgezeit vom 16. September 1943 bis zum 28. Oktober 1943 Mitglied des zweiten Kabinetts, zwischen dem 28. Oktober 1943 und dem 23. September 1944 Mitglied des dritten Kabinetts, vom 23. Oktober 1944 bis zum 10. Februar 1945 Mitglied des vierten Kabinetts, zwischen dem 24. März 1945 und dem 17. März 1949 Mitglied des sechsten Kabinetts sowie vom 17. März 1949 bis zum 30. Juni 1951 ebenfalls Mitglied im siebten Kabinett.
Er fungierte vom 1. April bis 1. Oktober 1951 mit Romolo Giacomini abermals als Capitano Reggente und gehörte dem achten Kabinett, ein Notstandskabinett, zusammengesetzt aus Mitgliedern aller Fraktionen, vom 30. Juni bis 23. September 1951 als Capitano Reggente kraft Amtes an. Im darauf folgenden neunten Kabinett übernahm er zwischen dem 25. September 1951 und dem 16. September 1955 als Bildungsminister (Deputato per l’Istruzione Pubblica).
Im zehnten Kabinett fungierte Alvaro Casali vom 16. September 1955 bis zum 4. Februar 1957 als Minister für öffentliche Bildung, Sport und Veranstaltungen (Deputato per l’Istruzione Pubblica, lo Sport e lo Spettacolo). Im Sommer/Herbst 1957 kam es zur sogenannten „Auseinandersetzungen von Rovereta“, in dessen Verlauf nach politischen Kontroversen am 30. September 1957 die Abgeordneten der neuen selbsternannten Mehrheit Rovereta besetzten, ein Industriegebiet der Gemeinde Serravalle in einer durch italienisches Staatsgebiet umschlossenen san-marinesischen Landzunge. Am 1. Oktober 1957 um Mitternacht, bei Amtsablauf der Capitani Reggenti, riefen die Mitglieder des Regierungskomitees eine provisorische Regierung aus, die vom 12. bis 27. Oktober 1957 neben Casali aus Federico Bigi, Pietro Giancecchi und Zaccaria Giovanni Savoretti bestand. Nachdem er aus dem PSS ausgetreten war, war er zunächst als Parteiloser im elften Kabinett zwischen dem 12. November 1957 und dem 29. September 1959 Minister für Bildung, Justizminister und Minister für Religion (Deputato per la Pubblica Istruzione, la Giustizia e il Culto). Er gründete in dieser 1957 die Unabhängige Sozialistische Demokratische Partei PSDIS (Partito Socialista Democratico Indipendente Sammarinese)
Casali war gemeinsam mit Gino Vannucci zwischen dem 1. April und dem 1. Oktober 1960 zum dritten Mal Capitani Reggenti und fungierte daraufhin im zwölften Kabinett vom 12. Dezember 1960 bis zum 12. Dezember 1961 zunächst als Minister ohne Geschäftsbereich sowie zwischen dem 12. Dezember 1961 und dem 29. Oktober 1964 abermals als Minister für Bildung und Justiz. Am 1. Oktober 1965 wurde er vierten Mal Capitano Reggenti und übte dieses Amt gemeinsam mit Pietro Reffi bis zum 1. April 1970 aus. Er übernahm am 1. Oktober 1969 zum fünften Mal den Posten als Capitano Reggenti und bekleidete diese Funktion mit Giancarlo Ghironzi bis zum 1. April 1970.
Im 15. Kabinett übernahm Alvaro Casali schließlich vom 6. November 1969	bis zum 27. März 1973 das Amt als Minister für öffentliche Bildung und Kultur (Deputato per la Pubblica Istruzione e la Cultura).
Eines seiner Kinder ist die Politikerin Anna Maria Casali (* 1929), die 1974 als eine der ersten Frauen zum Mitglied des Consiglio Grande e Generale gewählt wurde und in diesem in der 19. Legislaturperiode bis 1978 die Kommunistische Partei PCS (Partito Comunista Sammarinese) vertrat.

## Veröffentlichung
- Diario 1956–1957, posthum, San Marino 1999

## Hintergrundliteratur
- Domenico Gasperoni: I Governi di San Marino. Storia e personaggi, AIEP Editore, Serravalle 2015, ISBN 978-88-6086-118-4